# Bagnoli di Sopra passito
 (novembre 2024).
Si vous disposez d'ouvrages ou d'articles de référence ou si vous connaissez des sites web de qualité traitant du thème abordé ici, merci de compléter l'article en donnant les références utiles à sa vérifiabilité et en les liant à la section « Notes et références ».
Le Bagnoli di Sopra passito  est un vin blanc italien à base de raisins passerilé de la région Vénétie doté d'une appellation DOC depuis le 16 août 1995. Seuls ont droit à la DOC les vins blancs récoltés à l'intérieur de l'aire de production définie par le décret. 

## Aire de production
Les vignobles autorisés se situent en province de Padoue dans les communes de Agna, Arre, Bagnoli di Sopra, Battaglia Terme, Bovolenta, Candiana, Due Carrare, Cartura, Conselve, Monselice, Pernumia, San Pietro Viminario, Terrassa Padovana et Tribano. Le vignoble Colli Euganei est à quelques kilomètres.

## Caractéristiques organoleptiques
- couleur : rouge rubis  plus ou moins intense[1]
- odeur: caractéristique, agréablement parfumé
- saveur: doux, velouté, caractéristique.

Le Bagnoli di Sopra passito se déguste à une température de 5 à 7 °C et il se boit jeune.

## Production
Province, saison, volume en hectolitres :
- pas de données disponibles